# Louis Rambert
 (septembre 2022).
Louis Rambert, né à Lausanne le 24 mars 1839 et mort à Constantinople le 13 janvier 1919, est un avocat et une personnalité politique suisse, membre du Parti libéral.

## Biographie
Il est le second d'une fratrie de cinq garçons et fils de Louis Rambert, "régent" (instituteur), et de Susanne Françoise Vuichoud, il est frère du poète vaudois Eugène Rambert 1830-1886.
Après des études de droit menées à l'université de Lausanne, il s'engage dans la vie politique et est successivement élu au conseil communal de Lausanne, au Grand Conseil du canton de Vaud de 1868 à 1891, puis au Conseil national de 1870 à 1872. 
Lors du percement du grand tunnel ferroviaire du Saint-Gothard, la convention signée en 1872 par Louis Favre ne prévoyait pas de cas de force majeure. Rambert ne rejoint l'Entreprise Louis Favre comme conseil juridique qu'après le début des chantiers. Il déploie alors tous ses efforts pour défendre l'entreprise contre les prétentions des Chemins de fer du Gothard. Après le décès de Louis Favre le 9 juillet 1879, il est avec l'ingénieur ECP Edouard Bossi et l'ingénieur Ernest von Stockalper au comité de direction de l'Entreprise du grand tunnel du Gothard et continua à défendre les intérêts des héritiers et des commanditaires même après l'achèvement des travaux et la liquidation de la société.
Il arriva à se spécialiser dans les questions ferroviaires et après Paris, pour des groupes financiers français, il se rendit en Turquie pour poursuivre avec le gouvernement des négociations difficiles et assurer la construction du chemin de fer Salonique-Jonction et le rachat et l'extension de la ligne Smyrne-Cassaba. En 1897, le poste de membre de la commission de contrôle des finances ottomanes lui est proposé. Quelques années après, il devient administrateur de la Banque ottomane ; puis en 1900, directeur général de la Régie des tabacs de l'Empire ottoman dont il restera administrateur-délégué jusqu'à son décès.
Il termine ses jours à l'âge de près de 80 ans à Constantinople où il avait été envoyé dès 1891.

## Publications
- Louis Rambert, Mémoire de l'entreprise L. Favre & Cie en réponse à diverses publications récentes, Lausanne, 1882
- Louis Rambert, Notes et impressions de Turquie, contribution à l'histoire de l'Empire ottoman sous Abdul-Hamid II, 1895-1905, Atar, Genève, 1926